# 무서운 꿈
《무서운 꿈》(영어: Slumber)은 가위눌림에 관한 기묘한 이야기를 다룬 2017년 개봉한 미국의 미스터리 공포실화이다.

## 줄거리
수면장애 전문의 ‘앨리스’는 가위눌림은 초자연적인 현상이 아닌 의학적인 수면 마비라고 주장하는 학자이지만, 어린 시절 이유를 알 수 없는 가위눌림으로 고통 받던 친 오빠가 자신의 눈 앞에서 죽은 트라우마를 가지고 있다. 어느 날, 앨리스는 자신을 찾아온 어린 소년 ‘다니엘’과 그의 가족이 밤낮을 가리지 않고 찾아오는 가위눌림으로 인해 잠이 들면 꿈을 꾸며 기이한 행동들을 하는 것을 발견한다. 한편, 가위눌림의 위기에서 살아남은 노인 ‘아마도’가 앨리스를 찾아오면서 옛날 오빠가 겪었던 현상이 반복되고 있음을 알게 된다.

## 출연진
- 매기 큐 - 앨리스 아놀즈 역
- 실베스터 맥코이 - 아마도 역
- 윌 켐프 - 톰 아놀즈 역
- 샘 트로튼 - 찰리 모건 역
- 윌리엄 홉 - 말콤 역
- 아너 니프시 - 에밀리 모건 역
- 크리스틴 부시 - 사라 모건 역
- 빈센트 안드리아노 - V캠 역
- 루카스 본드 - 다니엘 모건 역
- 수잔 포드햄 - 의대생
- 린디 피에리 - 병원 환자